# Selección juvenil de rugby de Australia
La selección juvenil de rugby de Australia es el equipo nacional de rugby regulado por la Australian Rugby Union (ARU). La edad de sus integrantes varía según la edad máxima permitida en cada torneo, los mundiales actuales son para menores de 20 años (M20), en el pasado compitió con selecciones de menores de 19 y de 21 años, denominándose M19, M21 según fuera el caso.
Disputó algunos torneos mundiales organizados por la FIRA y todos los de la World Rugby (anteriormente IRB), como el Campeonato Juvenil. Junto a Argentina, Nueva Zelanda y Sudáfrica compitió en los torneos internacionales M21 del Hemisferio Sur organizados por la SANZAR y UAR.

## Palmarés
- Mundial M19 (1): 2006

- Torneo SANZAR/UAR M21 (3): 1996, 1997, 1998

- Oceania Rugby Junior Championship (1): 2019

## Participación en copas
| - Francia 2000: 2º puesto - Sudáfrica 2004: 6º puesto - Sudáfrica 2005: 3º puesto - EAU 2006: Campeón - Irlanda del Norte 2007: 3º puesto - Argentina 1995: 3° puesto - Nueva Zelanda 1996: Campeón - Australia 1997: Campeón - Sudáfrica 1998: Campeón - Argentina 1999: 3º puesto - Nueva Zelanda 2000: 3º puesto - Australia 2001: 2º puesto - Sudáfrica 2002: 2º puesto - Inglaterra 2003: 2º puesto - Escocia 2004: 4º puesto - Argentina 2005: 2º puesto - Francia 2006: 4º puesto | - Gales 2008: 5º puesto - Japón 2009: 4º puesto - Argentina 2010: 2º puesto - Italia 2011: 3º puesto - Sudáfrica 2012: 8º puesto - Francia 2013: 7º puesto - Nueva Zelanda 2014: 5º puesto - Italia 2015: 5º puesto - Inglaterra 2016: 6º puesto - Georgia 2017: 6º puesto - Francia 2018: 5º puesto - Argentina 2019: 2º puesto - Italia 2020: Cancelado - Sudáfrica 2023: 5º puesto - Sudáfrica 2024: 6º puesto - Italia 2025: 5º puesto - Georgia 2026: A disputarse - Australia 2024: 4.º puesto - Sudáfrica 2025: 2.º puesto - Oceania Junior Championship 2015: 2º puesto - Oceania Junior Championship 2016: 2º puesto - Oceania Junior Championship 2017: 2º puesto - Oceania Junior Championship 2018: 2º puesto - Oceania Junior Championship 2019: Campeón invicto - Oceania Junior Championship 2021: Cancelado - Oceania Junior Championship 2022: 3° puesto - Tour de M21 1985: (2 ganados / 2 perdidos) |